# Cammino di Gerusalemme
Il Pellegrinaggio o Cammino di Gerusalemme (gerosolimitano), ovvero in Terra santa, luogo del Santo Sepolcro di Gesù, è uno dei principali pellegrinaggi cristiani, praticato anche da ebrei e musulmani, che attira l'80% circa degli 1,9 milioni di turisti in Israele secondo dati rilevati all'inizio del XXI secolo.

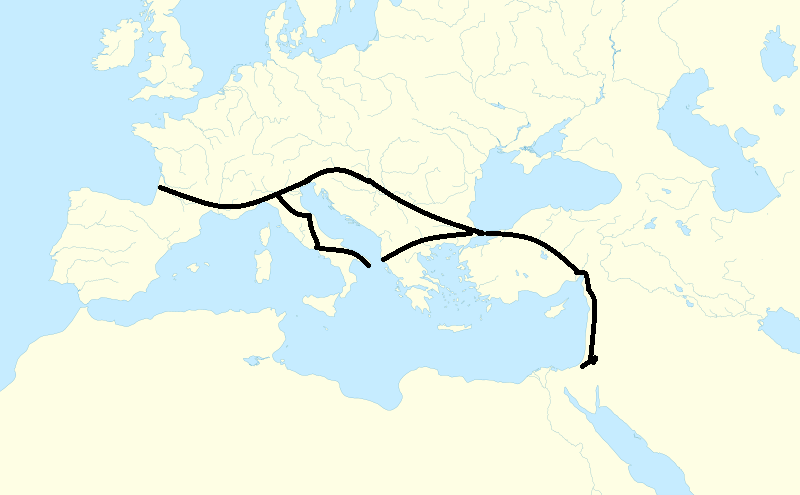
Mappa dei principali percorsi del pellegrinaggio a Gerusalemme, attestati dall'Itinerarium Burdigalense.

Nel cristianesimo è uno dei tre percorsi più importanti, insieme al Cammino di Roma e al Cammino di Santiago de Compostela.
Coloro che lo praticavano venivano detti «palmieri», perché recavano la palma di Gerico come simbolo di avvenuto pellegrinaggio.

## Storia del pellegrinaggio

La croce di Gerusalemme, uno dei simboli dell'omonimo pellegrinaggio, costituita da una croce potenziata (coi bracci terminanti in una Tau), accompagnata a ogni angolo da quattro croci più piccole: è anche stemma dell'Ordine del Santo Sepolcro.

I pellegrinaggi in Terra santa divennero una pratica comune già poco dopo la crocifissione di Gesù sino a tutta l'età medioevale. Sono giunti fino a noi numerosi diari e commentari dettagliati su queste prime forme di devozione cristiana. Per coloro che visitavano la Terra Santa, tappa d'obbligo era la visita alla Chiesa del Santo Sepolcro, costruita nelle sue prime forme esteriori dall'imperatore romano Costantino il Grande nel IV secolo d.C.
Sua madre, Elena, fu tra le prime donne di cui si abbia notizia ad avere intrapreso questo tipo di pellegrinaggio, dal 325 al 327, per visitare i luoghi santi e andare in cerca delle reliquie della Vera Croce, come riferito dalla Legenda Aurea.
Fu soprattutto l'attività di vari monaci, al seguito di san Girolamo, che rese possibile la creazione di comunità in grado di dare supporto e assistenza ai pellegrini lungo il cammino per Gerusalemme.
Durante l'era dell'espansione islamica, che causò un rallentamento dei viaggi, l'imperatore Carlomagno (c. 742–814) inviò due ambasciate al Califfo di Baghdad chiedendo che i Franchi potessero mantenere il loro protettorato sulla Terra Santa. Un'epica chanson de geste racconta quest'avventura leggendaria per il bacino del Mediterraneo e il loro conseguente pellegrinaggio a Gerusalemme.
Dopo che agli Arabi si sostituirono i Turchi nel controllo della terra santa, per via della loro maggiore ostilità il papa Urbano II decise nel 1095 di inviarvi la prima crociata, la quale, anche se armata, era pensata come una vera e propria forma di pellegrinaggio:
(Alessandro Barbero)

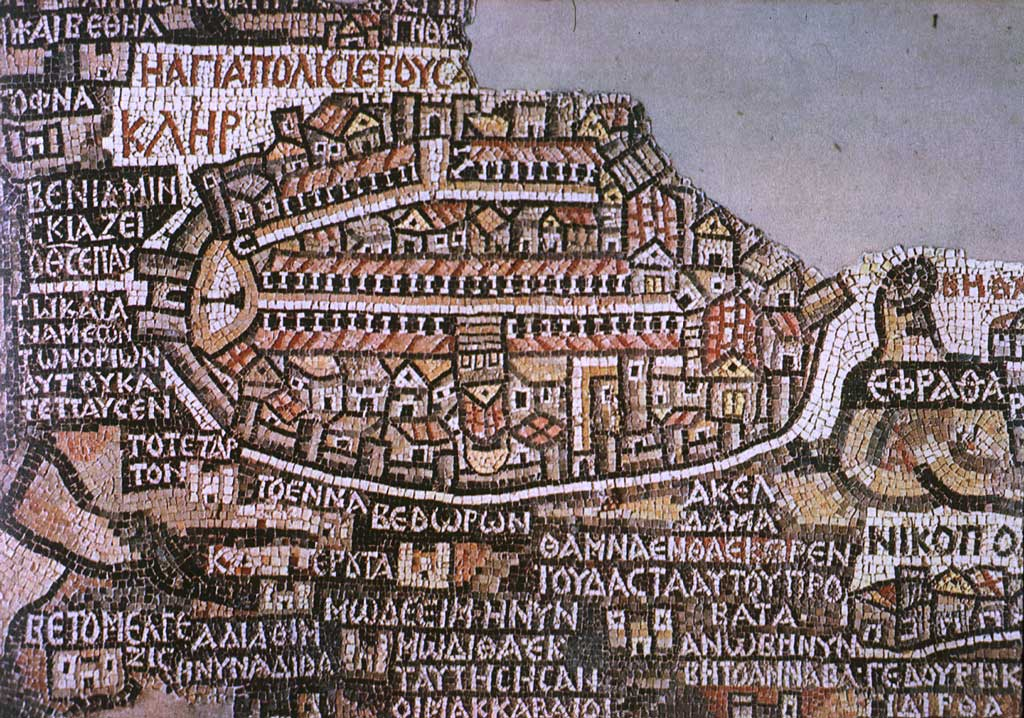
Gerusalemme nel VI secolo, sulla mappa di Madaba.

Dopo la conquista di Gerusalemme e delle terre d'oltremare da parte delle Crociate, alcuni cavalieri vennero incaricati di sorvegliare e proteggere la chiesa del Santo Sepolcro; sorsero pure altri ricoveri e ospedali lungo il percorso in grado di difendere il rinnovato afflusso di pellegrini.
Nel 1099 vennero anche istituiti i Canonici regolari del Santo Sepolcro di Gerusalemme per mantenere la cura della chiesa restaurata sorta sul luogo della sepoltura di Cristo. Gli uomini incaricati della sicurezza e della difesa del posto e della comunità di canonici ivi presente vennero definiti Milites Sancti Sepulcri. La fondazione dell'Ordine viene tradizionalmente fatta risalire all'anno 1099 sotto la guida del duca franco Goffredo di Buglione, definito Advocatus Sancti Sepulchri, "Difensore del Santo Sepolcro", uno dei capi più insigni della prima crociata e primo regnante del Regno di Gerusalemme.

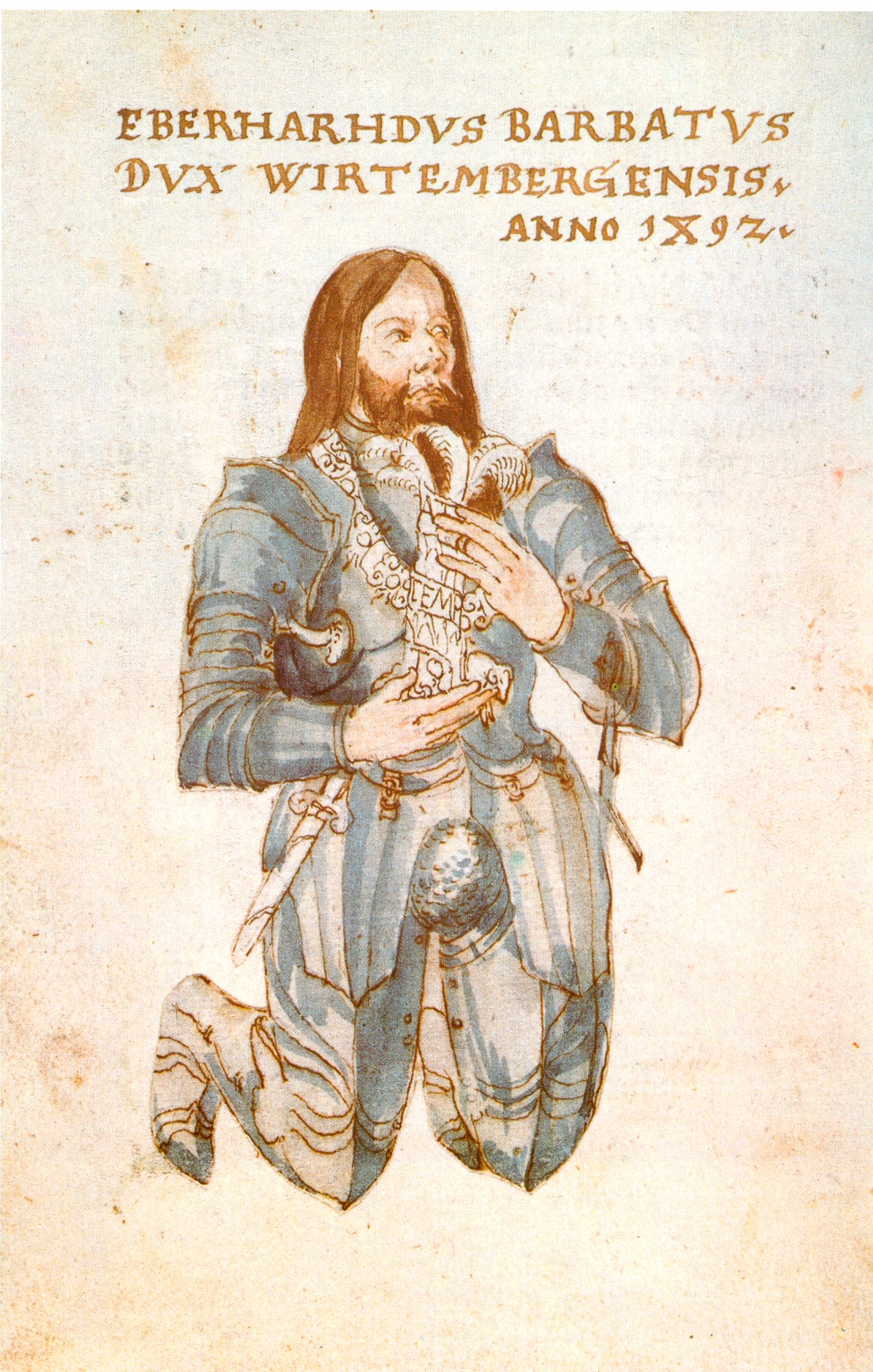
Eberardo I, duca di Württemberg, con una palma come simbolo del suo pellegrinaggio a Gerusalemme nel 1468 quando divenne cavaliere del Santo Sepolcro.

Nel 1122, papa Callisto II emise una bolla sancendo ufficialmente la costituzione di Ordini religiosi cavallereschi con specifiche responsabilità per difendere la Chiesa Universale, proteggere la città di Gerusalemme, tutelarne la Basilica del Santo Sepolcro con i suoi pellegrini, e combattere in difesa della cristianità.
Tali ordini furono: i Cavalieri Ospitalieri (Ordine di San Giovanni - 1099 circa), i Milites Sancti Sepulcri (1099 circa),  i Cavalieri di San Lazzaro (1123), i Cavalieri dell'Ospedale di Santa Maria di Gerusalemme (poi Cavalieri Teutonici, 1190), e soprattutto i Cavalieri Templari (1118 circa), i più celebri.
L'attrazione per il Santo Sepolcro aumentò ulteriormente quando alcuni personaggi di spicco come re Enrico d'Inghilterra (1155-1183) visitò il sito, o quando Robert the Bruce e sir James Douglas chiesero che dopo la loro morte il loro cuore fosse portato in un'urna presso il Santo Sepolcro e li deposto. Sovrani come Baldovino V vennero incoronati nella basilica del Santo Sepolcro, e il luogo raggiunse una fama mai avuta in precedenza a livello internazionale.
Nel 1187 la Terra Santa fu riconquistata dai musulmani di Saladino. Nel 1229 l'imperatore Federico II di Svevia, titolare del regno per il suo matrimonio con l'erede Isabella II, riuscì a recuperare Gerusalemme senza combattere, attraverso un trattato col sultano ayyubide al-Malik al-Kamil (la "sesta crociata"). Gerusalemme venne ceduta dai musulmani smantellata e indifendibile. 
Nel 1221 vi si recò in pellegrinaggio San Francesco d'Assisi, stabilendo in Terra Santa un punto di appoggio a cui avrebbero fatto riferimento altri frati minori francescani che seguirono il suo esempio: il loro arrivo ufficiale in Siria è datato alla bolla papale emessa da papa Gregorio IX nel 1230, con la quale costui avvisò il clero locale di accoglierli e di permettere loro di pregare pacificamente, come pure di tenere propri oratori e cimiteri. I francescani furono però le prime vittime della violenta invasione dei Khwarezmiani nel 1244 che portò al sacco e alla perdita definitiva della città.
La caduta definitiva del Regno di Gerusalemme nelle mani dei musulmani avvenne nel 1291, ma non sospese a ogni modo i pellegrinaggi verso la tomba di Cristo.
Quando la Custodia della Terra Santa venne affidata all'Ordine francescano, tale costume venne continuato.
Da allora tuttavia, i pellegrinaggi verso Gerusalemme furono condotti più per mare che via terra.

### Principali vie di transito
Tra le principali vie di transito per la parte europea vi era la via Francigena, già percorsa dai pellegrini provenienti dal nord-Europa per effettuare il Cammino di Roma e dirigersi verso la sede della cristianità, da cui poi eventualmente proseguivano lungo la Via Appia verso il porto di Brindisi, per imbarcarsi appunto verso la Terra santa.

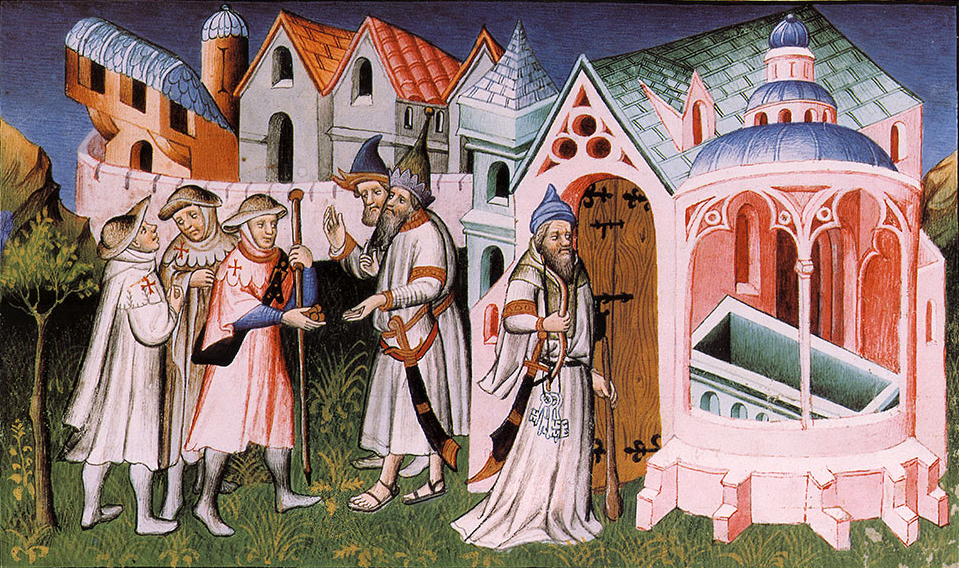
Pellegrini in visita al Santo Sepolcro, illustrazione miniata dell'opera di Riccoldo da Montecroce, Liber Peregrinazionis.

Una testimonianza scritta datata tra il 1154 e il 1160 è il Leiðarvísir (Itinerarium), scritto in norreno dall'abate islandese Nikulás da Munkaþverá. Il monaco, nel tratto italiano, effettua un percorso molto simile a quello compiuto da Sigerico di Canterbury per giungere a Roma, ma poi prosegue sulla via Appia Traiana per l'imbarco dai porti pugliesi.
Un'altra importante testimonianza fu l'Itinerarium a Burdigala Hierusalem usque del 333, di un anonimo pellegrino, il quale all'andata attraversò la penisola balcanica, mentre al ritorno passò per la via del mare sbarcando ad Otranto per poi risalire la penisola italiana. Lo stesso percorso lungo la via Francigena seguì il re di Francia Filippo Augusto di ritorno dalla terza crociata nel 1191.
Un ruolo determinante in questo sistema di collegamenti giocarono le antiche strade consolari romane. I porti della Puglia potevano infatti essere raggiunti dalla via Appia, che da Roma attraverso Capua conduceva a Brindisi, oppure lungo la costa adriatica dalla via Flaminia, la quale a sua volta poteva essere imboccata al termine della via Emilia lungo la pianura padana.  Una tappa importante di questo cammino era il Santuario di San Michele Arcangelo sul Monte Gargano. Sulla sponda albanese si poteva poi approdare a Durazzo, e per la via Egnatia passare per Costantinopoli.

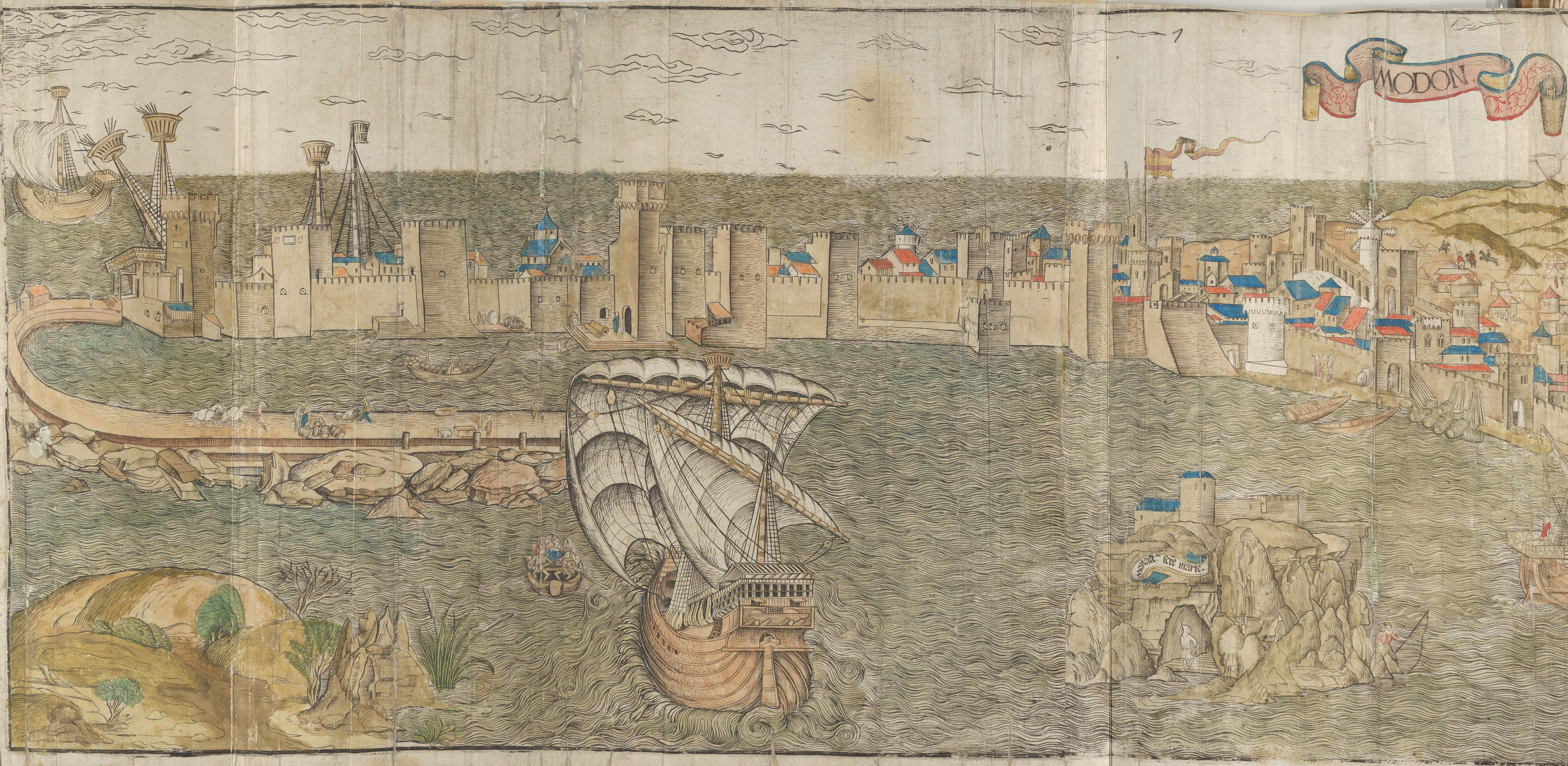
Approdo a Modone, nel Peloponneso, durante il pellegrinaggio via mare di Bernhard von Breidenbach (illustrazione dal Peregrinatio in terram sanctam, 1486)

Per il loro fondamentale ruolo di crocevia, le città portuali della Puglia come Bari, Barletta, Trani, Brindisi, conservano ancora oggi testimonianze di alloggi e sedi templari.
Alternativamente, la via terrestre per i Balcani poteva essere percorsa attraverso la via Postumia che collegava Genova ad Aquileia, oppure attraverso la valle danubiana per l'Ungheria.
Un'altra città portuale era Napoli, da cui salpò ad esempio Santa Brigida, ma la via marittima più veloce restava quella che partiva da Marsiglia, ed impiegava all'incirca soltanto 18 giorni di viaggio.
I porti di destinazione erano principalmente Giaffa (il più vicino a Gerusalemme), San Giovanni d'Acri, o Tripoli del Libano.
A partire dal XIV secolo, la principale città da cui preferirono imbarcarsi i pellegrini divenne invece Venezia, per via della crescente potenza marinara della Repubblica Serenissima, capace di garantire la miglior sicurezza contro le insidie dei pirati, al punto che quanti intendevano prolungare il Cammino di Roma, anziché proseguire per la Puglia, sceglievano adesso di risalire la penisola per imbarcarsi dalla laguna veneta. Francesco Soriano affermava in proposito: «nulla altra natione è tanto sicura da pyrati e ladri maritimi quanto la Veneta».

## Il pellegrinaggio odierno in Terra Santa

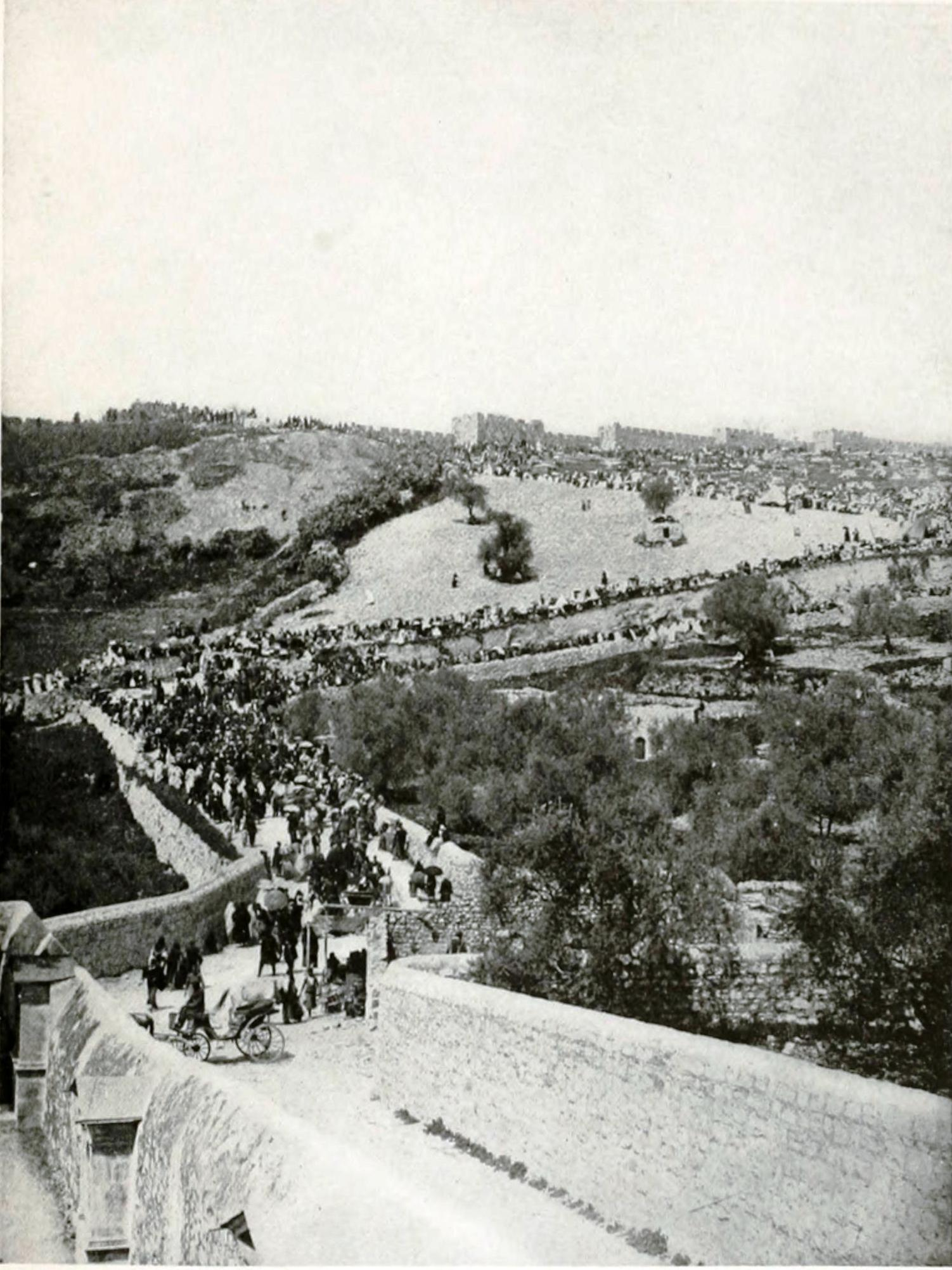
Pellegrinaggio pasquale a Gerusalemme nel 1910.

Dopo essere caduto piuttosto in disuso in età moderna, a seguito delle polemiche sollevate da Martin Lutero, Erasmo da Rotterdam e altri esponenti della Devotio moderna verso la natura puramente esteriore di questo genere di pellegrinaggi, oltre che per il disinteresse dei filosofi illuministi i quali preferivano il Grand Tour delle città italiane all'esplorazione dei misteri d'Oriente, il viaggio in Terra Santa ha conosciuto un nuovo vigore grazie alle opere di Chateaubriand, come Genio del Cristianesimo (1802), e Itinerario da Parigi a Gerusalemme (1811). Seguirono il suo esempio, tra i viaggiatori più noti dell'Ottocento, Alphonse de Lamartine, Gustave Flaubert, Pierre Loti.
Nel XX secolo, dopo la Guerra dei Sei Giorni del 1967, ebrei e cristiani hanno potuto avere libero accesso a tutti i luoghi santi di Gerusalemme, comprese le moschee, anche tramite accordi con i responsabili delle comunità musulmane.
Oggi questa città attira ogni anno numerosi pellegrini da tutto il mondo, in particolare durante le principali festività religiose come la Pasqua o la celebrazione del Fuoco Santo.
In queste occasioni, tuttavia, la polizia teme azioni eclatanti da parte di mistici e religiosi appassionati che possono tentare suicidi collettivi a causa della cosiddetta sindrome di Gerusalemme.

## Principali resoconti di viaggio
Alcuni dei principali itineraria o resoconti storici in Terra santa:
- Itinerarium Burdigalense (333), di anonimo viaggiatore
- Peregrinatio Aetheriae (V sec.), di Egeria
- De locis sanctis (698), del monaco Adamnano, basato sul resoconto di Arculfo
- Itinerario in Terra Santa (XI-XII sec.), di Daniil Palomnik
- Leiðarvísir (1160), dell'abate Nikulás Bergsson
- Liber Peregrinationis (1288), di Riccoldo da Montecroce
- Peregrinatio in terram sanctam (1484), di Bernhard von Breidenbach
- Itinéraire de Paris à Jérusalem (1811), di François-René de Chateaubriand

Il Cammino in Terrasanta si intreccia anche con la leggendaria ricerca del Graal, la cui associazione con la prima crociata compare nella Legenda Aurea di Jacopo da Varagine (1260), ma che viene già menzionato nell'Itinerarium Antonini di un viaggiatore piacentino del VI secolo.